# Le Mesnil-sur-Bulles
Le Mesnil-sur-Bulles – miejscowość i gmina we Francji, w regionie Hauts-de-France, w departamencie Oise.
Według danych na rok 1990 gminę zamieszkiwało 137 osób, a gęstość zaludnienia wynosiła 22 osoby/km² (wśród 2293 gmin Pikardii Le Mesnil-sur-Bulles plasuje się na 860. miejscu pod względem liczby ludności, natomiast pod względem powierzchni na miejscu 761.).